# 쑤좡역
쑤좡역(중국어: 苏庄站)은 중화인민공화국 베이징시 팡산구 시루 가도 창훙 서로·쑤좡 대가 교차로에 위치한 베이징 지하철 팡산선의 지하철역으로, 2010년 12월 30일에 팡산선 개통과 함께 개장하였다.

## 위치
이 역은 창훙 서로(长虹西路)와 쑤좡 대가(苏庄大街)의 교차점 위치하며 동서로 배열되어 있다.

## 역 구조

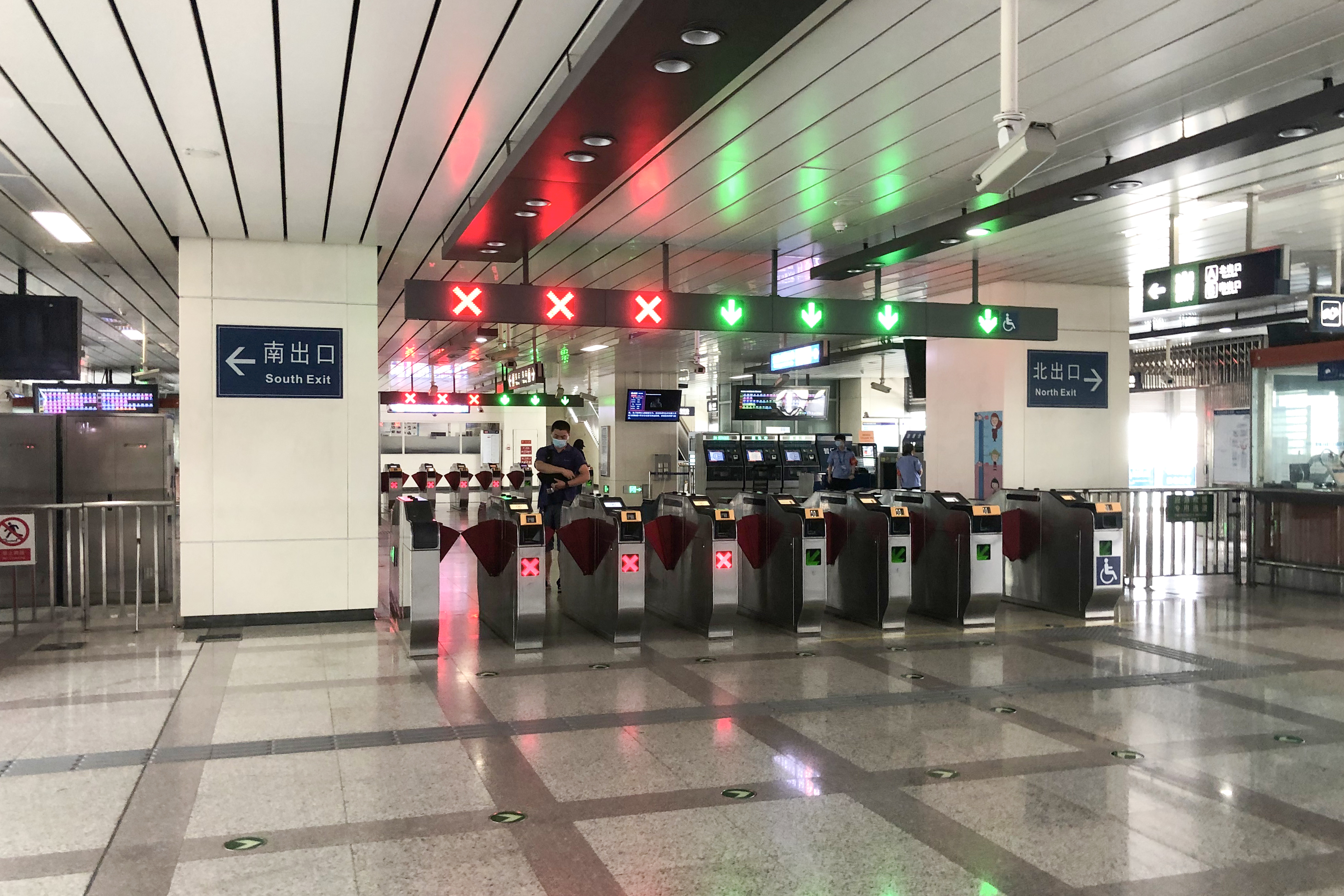
대합실

이 역은 상대식 승강장 설계를 갖춘 고가역이다.

### 층별 구조
| 3층 승강장 층 | 상대식 승강장, 오른쪽 출입문이 열림 | 상대식 승강장, 오른쪽 출입문이 열림                                                      |
| 3층 승강장 층 | ←                                   | ■ 팡산선 일반 구간 열차 둥관터우난 방면 / 직통 열차 국가도서관 방면 (■ 9호선) (량샹난관) |
| 3층 승강장 층 | →                                   | ■ 팡산선 옌춘 동 방면 (시·종착역)                                                        |
| 3층 승강장 층 | 상대식 승강장, 오른쪽 출입문이 열림 |                                                                                          |
| 2층 대합실 층 | 대합실                              | 고객센터, 출입 게이트                                                                    |
| 지면층 출입구 | 도로                                | A-B출입구                                                                                |

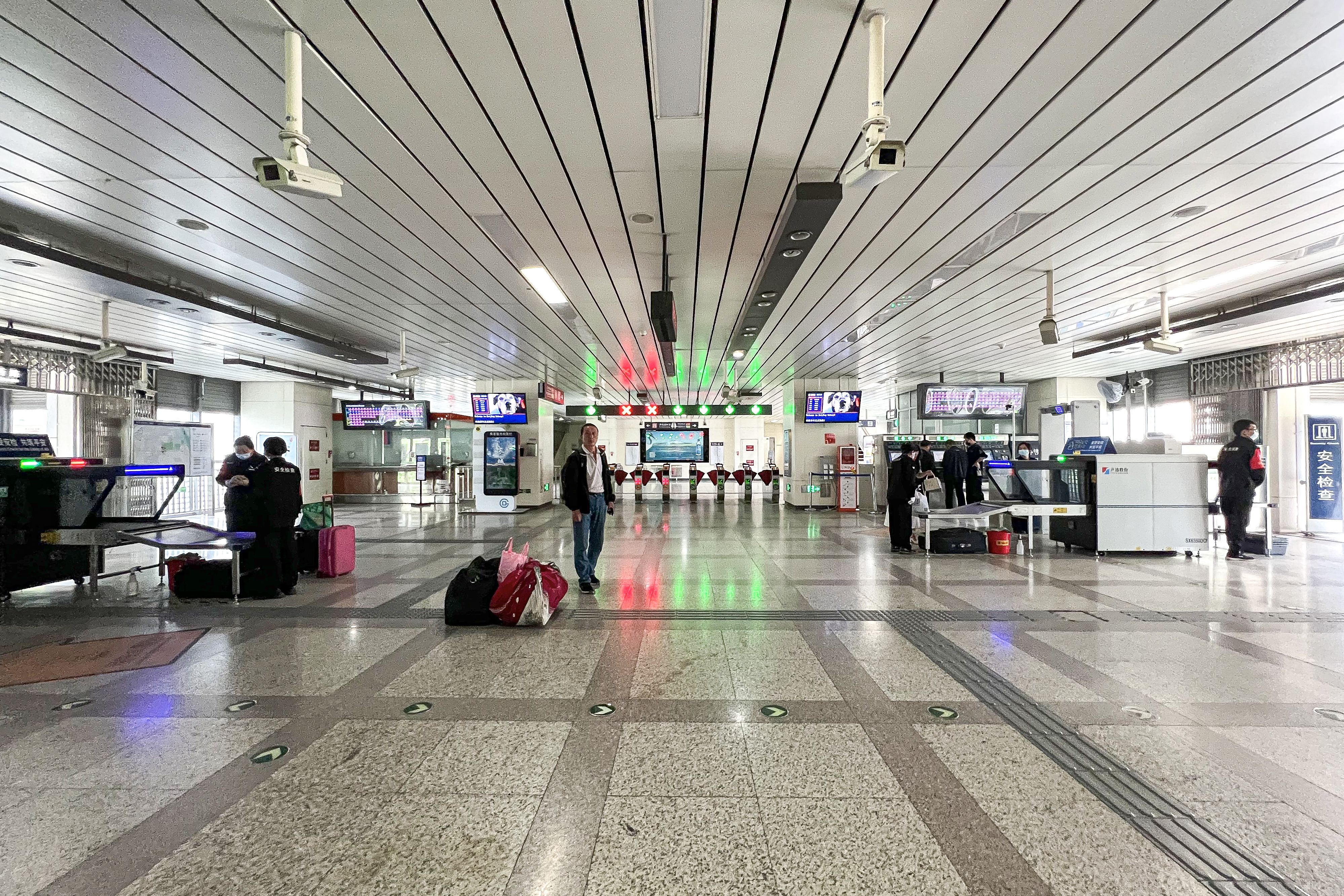
대합실
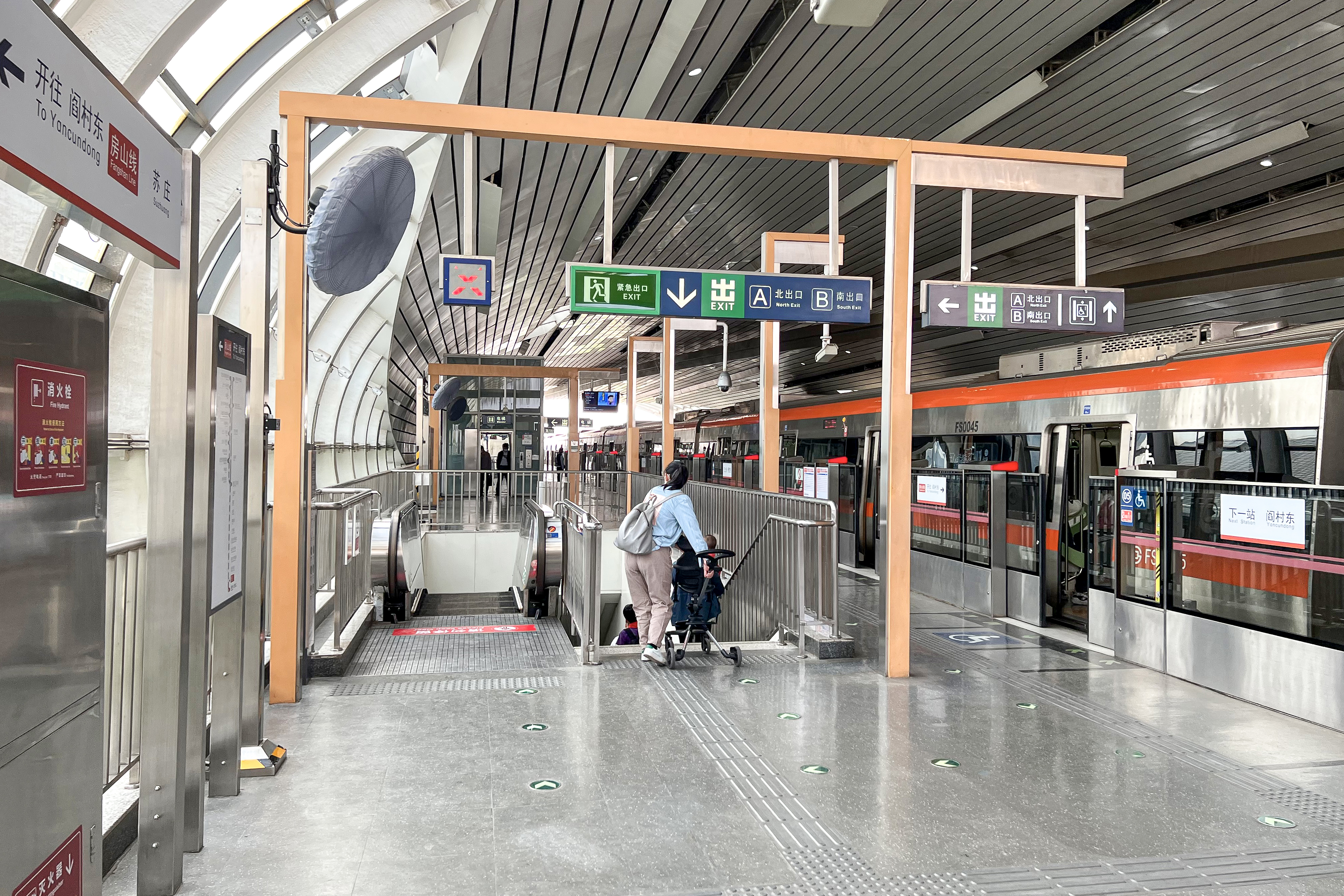
승강장 (옌춘 동 방면)
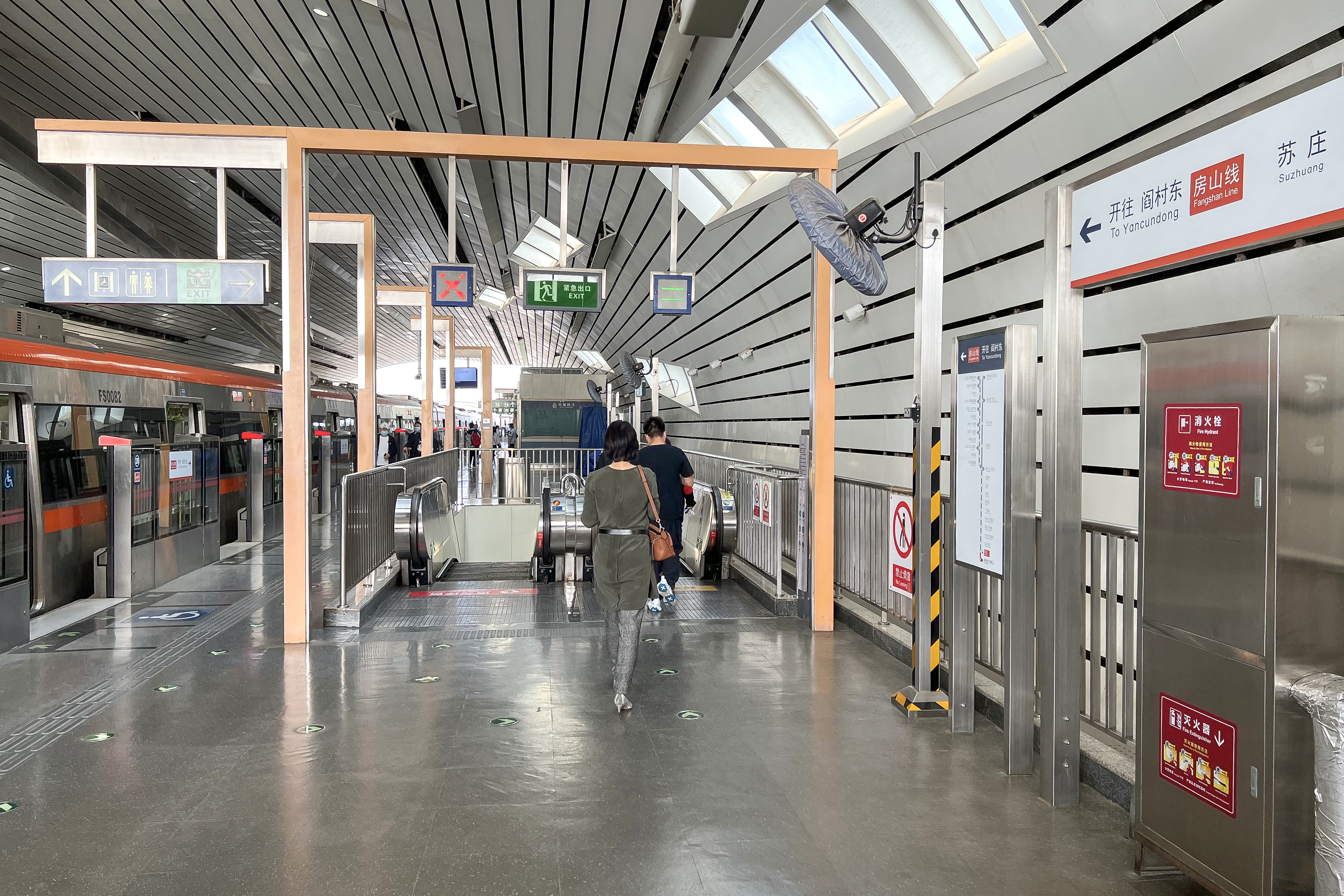
승강장 (옌춘 동 방면)

## 출입구
|                         |                                              |                                                                                    |      |             |
| 출구                    | 지시                                         | 출구 인근                                                                          | 사진 | 무장애 시설 |
| 出口 · A · 1            | 창훙 서로(长虹西路), 쑤좡 대가(苏庄大街)     | 량샹중심 초등학교(良乡中心小学), 베이징 공상대학 부속 중학교(北京工商大学附属中学) |      |             |
| 出口 · A · 2            | 창훙 서로(长虹西路), 쑤좡 동가(苏庄东街)     | 良乡经济开发区                                                                     |      | 빈칸        |
| 出口 · B                | 창훙 서로(长虹西路), 추이리우 대가(翠柳大街) | 지아시위안 커뮤니티(佳世苑小区)                                                    |      |             |
| 아이콘 설명: 엘리베이터 |                                              |                                                                                    |      |             |